# Misión Interior (Asociación Eclesiástica para la Misión Interior de Dinamarca)
La Asociación de Iglesia para la Misión Interior en Dinamarca (danés: ), o en forma corta Misión Interior (en danés: Kirkelig Forening for den Indre Mission i Danmark: Indre Misión) es una organización conservadora cristiana luterana  en Dinamarca. Es el movimiento de resurgimiento más grande  dentro de la Iglesia Nacional danesa. A pesar de su nombre, los miembros de la Misión Interior no están separados de otras congregaciones. Al contrario, el grupo, que está dirigido por un grupos de responsables independientes, está organizado como una fundación que apoya actividades de la congregación.
El movimiento fue fundado el 13 de septiembre de 1861 en el pueblo de Stenlille en Zelanda. Los orígenes del movimiento derivan de las tradiciones pietistas y luteranas. El término "Misión Interior" supone una misión doméstica dirigida a quienes son ya cristianos, en oposición a las muchas organizaciones que se dedicaron a emprender misiones en países extranjeros y entre paganos.
El movimiento fue influyente debido a su trabajo persistente, varias iniciativas colectivas en comunidades rurales, y otros esfuerzos para 'civilizar' las personas del siglo XIX. Muchas personas pobres encontraron en el movimiento una comunidad donde podían considerarse en igualdad de condiciones que otros miembros más ricos de sociedad, peusto que se propugnaba la hermandad cristiana a través de una variedad de actividades de grupo. Como movimiento dentro de la Iglesia Nacional, se cree que la Misión Interior contribuyó a detener la salida de miembros de iglesia a iglesias libres carismáticas y sectas. En Dinamarca, estos grupos nunca consiguieron los seguidores con el mismo éxito que en otros países, por ejemplo Suecia.
La familia fundadora de la compañía LEGO y muchos de sus trabajadores en la aldea de Billund, en el centro de Jutlandia, eran partidarios del movimiento de la Misión Interior. En 1952, la compañía fabricó una cruz que brilla en la oscuridad, uno de sus únicos productos religiosos conocidos.

## Movimiento contemporáneo
Un número considerable de adherentes, pero no todos, pueden describirse como fundamentalistas de la Biblia . El movimiento también hizo hincapié en las enseñanzas luteranas, por lo que no fue ecuménico. En los últimos años, sus doctrinas se han vuelto menos monolíticas. Sus dogmas tradicionales condenaron beber, bailar, jugar a las cartas, maldecir y trabajar un domingo. 
Tradicionalmente, el reducto más potente de la Misión Interior era el oeste de Jutlandia rural, pero muchas comunidades en otros lugares de Dinamarca, como Haslev en Zelanda y algunas ciudades, han sido influenciadas por el movimiento. Ahora es una influencia menor en la mayoría de las parroquias donde está representada. Llegó a haber alrededor de 1000 de las llamadas "casas de misión" en toda Dinamarca, de las cuales aproximadamente 400 permanecen en uso. Estas fueron (y son) casas de reunión para la escuela dominical, oraciones, conferencias espirituales y de avivamiento, etc. Hoy, la sede del movimiento se encuentra en Fredericia . 

## En la ficción
La primera parte de la novela de Ken Follett  novel El Vuelo Final se desarrolla en la Dinamarca ocupada por los nazis durante la Segunda Guerra Mundial, donde una comunidad del oeste de Jutlandia está dominada por la Misión Interior. El protagonista - un hombre joven rebelde - entabla un duro conflicto con su padre, un clérigo estricto. Más adelante en el libro, este conflicto se resuelve cuando el protagonista se involucra con el movimiento de resistencia antinazi y es apoyado por su padre.

En la película danesa Ordet (La Palabra) uno de los personajes, Peter, es el líder de la Misión Interior del pueblo en el que se desarrolla la historia. En ella se entabla un conflicto con otro personaje, Borgen, que es seguidor de la iglesia luterana tradicional, ya que los hijos de ambos desean casarse, lo cual produce el rechazo de ambos padres por considerar que sus creencias son verdaderas, mientras que las de su antagonista no son un verdadero cristianismo.